# Jan Egil Storholt
Jan Egil Storholt, né le 13 février 1949 à Meldal, est un patineur de vitesse norvégien notamment champion olympique sur 1 500 mètres en 1976.

## Biographie
Aux des Jeux olympiques d'hiver de 1976 organisés à Innsbruck en Autriche, Jan Egil Storholt est médaillé d'or sur 1 500 mètres. Il remporte également quatre médailles aux championnats du monde toutes épreuves : l'argent en 1977, 1978 et 1979 ainsi que le bronze en 1981,.

## Palmarès
| Championships                           | Or             | Argent         | Bronze    |
| Jeux olympiques                         | 1976 (1 500 m) | –              | –         |
| Championnats du monde toutes épreuves   | –              | 1977 1978 1979 | 1981      |
| Championnats d'Europe toutes épreuves   | 1977 1979      | 1980           | 1976 1978 |
| Championnats de Norvège toutes épreuves | 1979           | 1975           | 1977 1978 |
| Championnats de Norvège de sprint       | –              | 1976 1977 1981 | 1974 1980 |

## Records personnels
| Distance      | Temps          | Année |
| ------------- | -------------- | ----- |
| 500 mètres    | 38 s 07        | 1977  |
| 1 000 mètres  | 1 min 16 s 77  | 1978  |
| 1 500 mètres  | 1 min 55 s 18  | 1977  |
| 5 000 mètres  | 7 min 1 s 16   | 1977  |
| 10 000 mètres | 14 min 49 s 26 | 1978  |